# Trượt ván trên tuyết tại Thế vận hội Mùa đông 2018 - Big air nam
Nội dung nhào lộn trên không nam của Thế vận hội Mùa đông 2018 diễn ra vào ngày 21 và 24 tháng 2 năm 2018 tại Alpensia Ski Jumping Stadium ở Pyeongchang, Hàn Quốc. Đây là lần đầu nội dung big air được tổ chức tại Thế vận hội.
Do chấn thương khi tập luyện slopestyle, Niek van der Velden không thể tham dư.

## Kết quả
Chú giải
Q — Lọt vào chung kết
DNS — Không xuất phát
JNS — Cú nhảy không tính điểm

#### Nhóm 1
| Hạng | Thứ tự | Tên              | Quốc gia     | Lượt 1 | Lượt 2 | Tốt nhất | Ghi chú |
| ---- | ------ | ---------------- | ------------ | ------ | ------ | -------- | ------- |
| 1    | 4      | Maxence Parrot   | Canada       | 89.25  | 92.50  | 92.50    | Q       |
| 2    | 15     | Niklas Mattsson  | Thụy Điển    | 53.75  | 90.00  | 90.00    | Q       |
| 3    | 6      | Kyle Mack        | Hoa Kỳ       | 87.25  | 88.75  | 88.75    | Q       |
| 4    | 5      | Chris Corning    | Hoa Kỳ       | 85.00  | 88.00  | 88.00    | Q       |
| 5    | 11     | Michael Schärer  | Thụy Sĩ      | 87.00  | 44.00  | 87.00    | Q       |
| 6    | 7      | Redmond Gerard   | Hoa Kỳ       | 82.00  | 85.00  | 85.00    | Q       |
| 7    | 3      | Ståle Sandbech   | Na Uy        | 84.75  | 41.25  | 84.75    |         |
| 8    | 17     | Rowan Coultas    | Anh Quốc     | 81.00  | 84.50  | 84.50    |         |
| 9    | 8      | Yuri Okubo       | Nhật Bản     | 84.25  | 44.25  | 84.25    |         |
| 10   | 13     | Rene Rinnekangas | Phần Lan     | 43.75  | 83.00  | 83.00    |         |
| 11   | 1      | Jamie Nicholls   | Anh Quốc     | 30.00  | 81.25  | 81.25    |         |
| 12   | 9      | Alberto Maffei   | Ý            | 77.50  | 36.25  | 77.50    |         |
| 13   | 16     | Nicolas Huber    | Thụy Sĩ      | 76.75  | 44.50  | 76.75    |         |
| 14   | 14     | Lee Min-sik      | Hàn Quốc     | 68.75  | 72.25  | 72.25    |         |
| 15   | 2      | Seppe Smits      | Bỉ           | 50.00  | 59.25  | 59.25    |         |
| 16   | 18     | Clemens Millauer | Áo           | 39.25  | 47.00  | 47.00    |         |
|      | 10     | Moritz Thönen    | Thụy Sĩ      | DNS    | DNS    | DNS      | DNS     |
|      | 12     | Petr Horák       | Cộng hòa Séc | DNS    | DNS    | DNS      | DNS     |

#### Nhóm 2
| Hạng | Thứ tự | Tên                  | Quốc gia                     | Lượt 1 | Lượt 2 | Tốt nhất | Ghi chú |
| ---- | ------ | -------------------- | ---------------------------- | ------ | ------ | -------- | ------- |
| 1    | 2      | Carlos Garcia Knight | New Zealand                  | 88.75  | 97.50  | 97.50    | Q       |
| 2    | 8      | Jonas Bösiger        | Thụy Sĩ                      | 96.00  | 35.25  | 96.00    | Q       |
| 3    | 6      | Mark McMorris        | Canada                       | 89.00  | 95.75  | 95.75    | Q       |
| 4    | 4      | Torgeir Bergrem      | Na Uy                        | 94.25  | 59.50  | 94.25    | Q       |
| 5    | 7      | Sebastien Toutant    | Canada                       | 91.00  | 45.00  | 91.00    | Q       |
| 6    | 12     | Billy Morgan         | Anh Quốc                     | 87.50  | 90.50  | 90.50    | Q       |
| 7    | 16     | Tyler Nicholson      | Canada                       | 87.25  | 89.25  | 89.25    |         |
| 8    | 18     | Peetu Piiroinen      | Phần Lan                     | 43.50  | 87.25  | 87.25    |         |
| 9    | 1      | Roope Tonteri        | Phần Lan                     | 86.50  | 47.50  | 86.50    |         |
| 10   | 3      | Marcus Kleveland     | Na Uy                        | 84.25  | 46.00  | 84.25    |         |
| 11   | 17     | Vlad Khadarin        | Vận động viên Olympic từ Nga | 83.75  | 79.25  | 83.75    |         |
| 12   | 5      | Kalle Järvilehto     | Phần Lan                     | 83.25  | 44.75  | 83.25    |         |
| 13   | 13     | Ryan Stassel         | Hoa Kỳ                       | 39.50  | 76.25  | 76.25    |         |
| 14   | 10     | Stef Vandeweyer      | Bỉ                           | 61.00  | 29.50  | 61.00    |         |
| 15   | 14     | Matías Schmitt       | Argentina                    | 51.75  | 23.00  | 51.75    |         |
| 16   | 15     | Anton Mamaev         | Vận động viên Olympic từ Nga | 29.00  | 42.75  | 42.75    |         |
| 17   | 11     | Hiroaki Kunitake     | Nhật Bản                     | 37.25  | 36.75  | 37.25    |         |
| 18   | 9      | Sebbe De Buck        | Bỉ                           | 33.50  | 30.25  | 33.50    |         |

### Chung kết
Chung kết diễn ra vào ngày 24 tháng 2.
| Hạng | Thứ tự | Tên                  | Quốc gia    | Lượt 1 | Lượt 2 | Lượt 3 | Tổng   | Ghi chú |
| ---- | ------ | -------------------- | ----------- | ------ | ------ | ------ | ------ | ------- |
| 1    | 4      | Sebastien Toutant    | Canada      | 84.75  | 89.50  | JNS    | 174.25 |         |
| 2    | 7      | Kyle Mack            | Hoa Kỳ      | 82.00  | 86.75  | JNS    | 168.75 |         |
| 3    | 2      | Billy Morgan         | Anh Quốc    | JNS    | 82.50  | 85.50  | 168.00 |         |
| 4    | 5      | Chris Corning        | Hoa Kỳ      | 74.25  | 78.75  | JNS    | 153.00 |         |
| 5    | 1      | Redmond Gerard       | Hoa Kỳ      | 74.75  | JNS    | 68.25  | 143.00 |         |
| 6    | 3      | Michael Schärer      | Thụy Sĩ     | JNS    | 62.25  | 78.50  | 140.75 |         |
| 7    | 6      | Torgeir Bergrem      | Na Uy       | 88.50  | 42.50  | JNS    | 131.00 |         |
| 8    | 10     | Jonas Bösiger        | Thụy Sĩ     | 77.50  | JNS    | 40.75  | 118.25 |         |
| 9    | 11     | Maxence Parrot       | Canada      | 85.00  | JNS    | 32.75  | 117.75 |         |
| 10   | 8      | Mark McMorris        | Canada      | 40.50  | JNS    | 32.00  | 72.50  |         |
| 11   | 12     | Carlos Garcia Knight | New Zealand | JNS    | JNS    | 54.25  | 54.25  |         |
| 12   | 9      | Niklas Mattsson      | Thụy Điển   | 36.00  | DNS    | DNS    | 36.00  |         |